# Elisaveta Bagriana
Elisaveta Bagriana (bulgare : Елисавета Багряна), née Elisaveta Lyubomirova Belcheva (bulgare : Елисавета Любомирова Белчева) le 16 avril 1893 à Sofia et morte le 23 mars 1991  à Sofia, est une poétesse bulgare.

## Biographie
Elisaveta Lyubomirova Belcheva est née le 16 avril 1893 à Sofia, en Bulgarie. Elle étudie la philologie slave à l'Université de Sofia.
Ses premiers poèmes - Pourquoi ("Защо") et Chant de nuit ("Вечерна песен") - sont publiés en 1915 dans la revue Pensée contemporaine (Съвременна мисъл). En 1921, elle est déjà active dans la vie littéraire bulgare, et collabore notamment au Journal de la Femme (Вестник на жената) et à la revue Zlatorog. Elle adhère à l'Union des écrivains bulgares en 1924.
Mais c'est avec la publication de son premier recueil de poésie en 1927, Вечната и святата [L'éternelle et la sainte] qu'elle fait réellement son entrée, remarquée, dans la litérature bulgare,. Elle revendique pour les femmes le droit à la liberté des sentiments, fustige le stéréotype de le femme soumise et met en exergue la sensualité d'une féminité naturelle.
Elle consacre sa vie à l'écriture et à l'édition de plusieurs magazines. Ses œuvres sont traduites dans plus de 30 langues. Un de ses amis dans les années 1920 est l'avocat et militant communiste Pétar Russév, père de la femme politique brésilienne Dilma Rousseff. Elle meurt à 97 ans en 1991,.

## Œuvres
- Вечната и святата (1927)
- Търкулната годинка (1931)
- Звезда на моряка (1931)
- Сърце човешко (1936)
- Пет звезди (1953)
- От бряг до бряг (1963)
- Контрапункти (1972)
- Светлосенки (1977)
- На брега на времето (1983)

## Œuvres traduites en français
- Elisabeth Bagriana. Choix de poèmes, trad. de Nicolaï Dontchev, Paris, Éditions Pierre Seghers, 1957, 87 p. (BNF 31751527)
- Choix de poèmes, trad. de Violette Ionova et de Nicolaï Dontchev, Sofia, Bulgarie, Éditions en langues étrangères, 1966, 170 p. (BNF 41026601)

## Hommage
Depuis 2015, un cratère de la planète Mercure est nommé Bagryana en son honneur. L'astéroïde (4400) Bagryana porte également son nom.